# 梁女瑩
梁 女瑩（りょう じょえい）は、後漢の桓帝の1番目の皇后。義理の姑であった順烈皇后梁妠（順帝の皇后）の妹、また梁冀の妹である。

## 生涯
安定郡烏氏県の人。初め、蠡吾侯劉志（後の桓帝）と婚約した。本初元年（146年）、梁冀は質帝を毒殺した後、権勢保持のため桓帝を擁立した。建和元年（147年）、女瑩は皇后に立てられた。
当初、女瑩は桓帝の寵愛を一身に受けた。しかし女瑩は尊貴をたのんで驕慢であり、奢侈濫費を重ねた上、梁冀の専横が続いたため、桓帝は女瑩をも恐れはばかることになった。梁太后（順烈皇后）が崩御した後、桓帝は他の妃嬪を寵愛するようになった。女瑩は嫉妬し、妊娠した妃嬪をみな死に追いやった。結局、女瑩は桓帝の信頼も寵愛も失った。延熹2年（159年）、女瑩は憂憤のうちに崩じた。「懿献」と諡され、懿陵に葬られた。
梁冀が誅殺された後、貴人へ追廃された。懿陵も貴人冢と改められた。

## 梁女瑩を主題にした作品
- 楊慎の『漢雜事秘辛』は、梁女瑩の婚前裸体検査を題材とした。